# Hardenstein (Schiff)
Die Hardenstein, auch Ruhrtalfähre, ist eine Personenfähre. Sie verkehrt kostenlos auf der Ruhr in Witten in Nähe der Burgruine Hardenstein in Herbede und der Herbeder Schleuse in Heven und stellt so eine touristische Bereicherung des Ruhrtalradwegs dar, der in Witten die Uferseite wechselt.
Der Betrieb findet täglich von den Morgen- bis in die Abendstunden in der Nähe des Kemnader Stausees statt; 15 ehrenamtliche Schiffsführer und Personal sowie ein hauptamtlicher Fährmann stellen den Betrieb sicher.
Die Hardenstein ersetzte im Sommer 2010 einen kleineren Vorgänger gleichen Namens, um den steigenden Fahrgastzahlen gerecht zu werden. Der Schiffskörper wurde Anfang Februar 2010 geliefert und im August fertiggestellt. Die Aufnahme des Fährbetriebes erfolgte schrittweise, die „alte Fähre“ ist nun auf dem Kemnader See zu finden. Nach langwierigen Instandsetzungsarbeiten ist die Hardenstein seit Ende April 2025 wieder in Betrieb.

## Geschichte

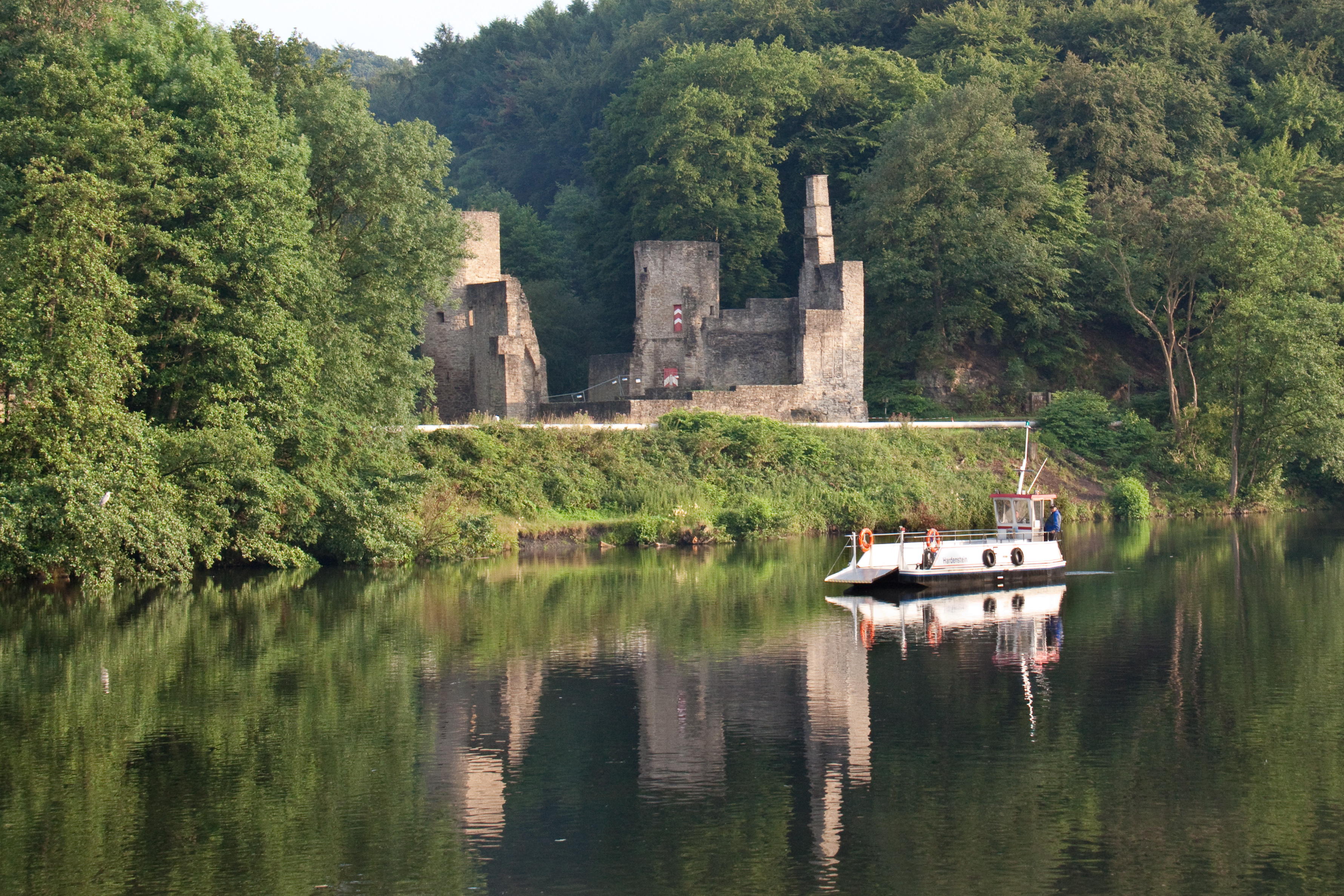
Die inzwischen außer Dienst gestellte erste Fähre vor Burg Hardenstein

Seit 1997 wurde in der Stadt Witten über eine Fährverbindung in der Region beraten. Allerdings ließ die Finanzlage ein solches Unterfangen nicht zu, bis sich 2004 mehrere Revierstädte zusammen fanden.
Die Ruhrtalfähre entstand in Kooperation der Städte Bochum, Hagen, Hattingen, Herdecke, Wetter, Witten, dem Regionalverband Ruhr (RVR) sowie des Ennepe-Ruhr-Kreises. Im Rahmen des Projektes „Artery – Flusslandschaften der Zukunft“ wird sie von der Europäischen Union gefördert. Träger der Fähre ist die Wittener Gesellschaft für Arbeit und Beschäftigungsförderung mbH (WABE), die auch das Personal stellt.

### Erste Fähre
Das für 16 Personen zugelassene Schiff wurde 2005 im niederländischen Asperen gebaut. Im Rahmen eines Beschäftigungsprogramms für junge Arbeitslose wurde es in Witten ausgerüstet und der Innenausbau vorgenommen. Am 2. März 2006 erteilte die Bezirksregierung Arnsberg die Genehmigung und am 29. März wurde das Schiff von einem Kran der Feuerwehr Bochum in die Ruhr eingesetzt. Am 30. April 2006 wurde die Fähre von Wittens Bürgermeisterin Sonja Leidemann auf den Namen „Hardenstein“ getauft und brach anschließend unter Kapitän Lothar Voss zu ihrer Jungfernfahrt auf. 
In ihrer ersten Saison beförderte die Fähre mehr als 80.000 Passagiere über die Ruhr. Bei schönem Wetter (am Wochenende) musste man mit Wartezeiten rechnen, da maximal 12 Fahrradfahrer inklusive Rädern mitgenommen werden dürfen. Im Sommer 2007 musste der Motor ausgetauscht werden, da er den häufigen Belastungsspitzen beim Zurücksetzen von der Anlegestelle und durch die Strömung nicht gewachsen war.

### Zweite Fähre

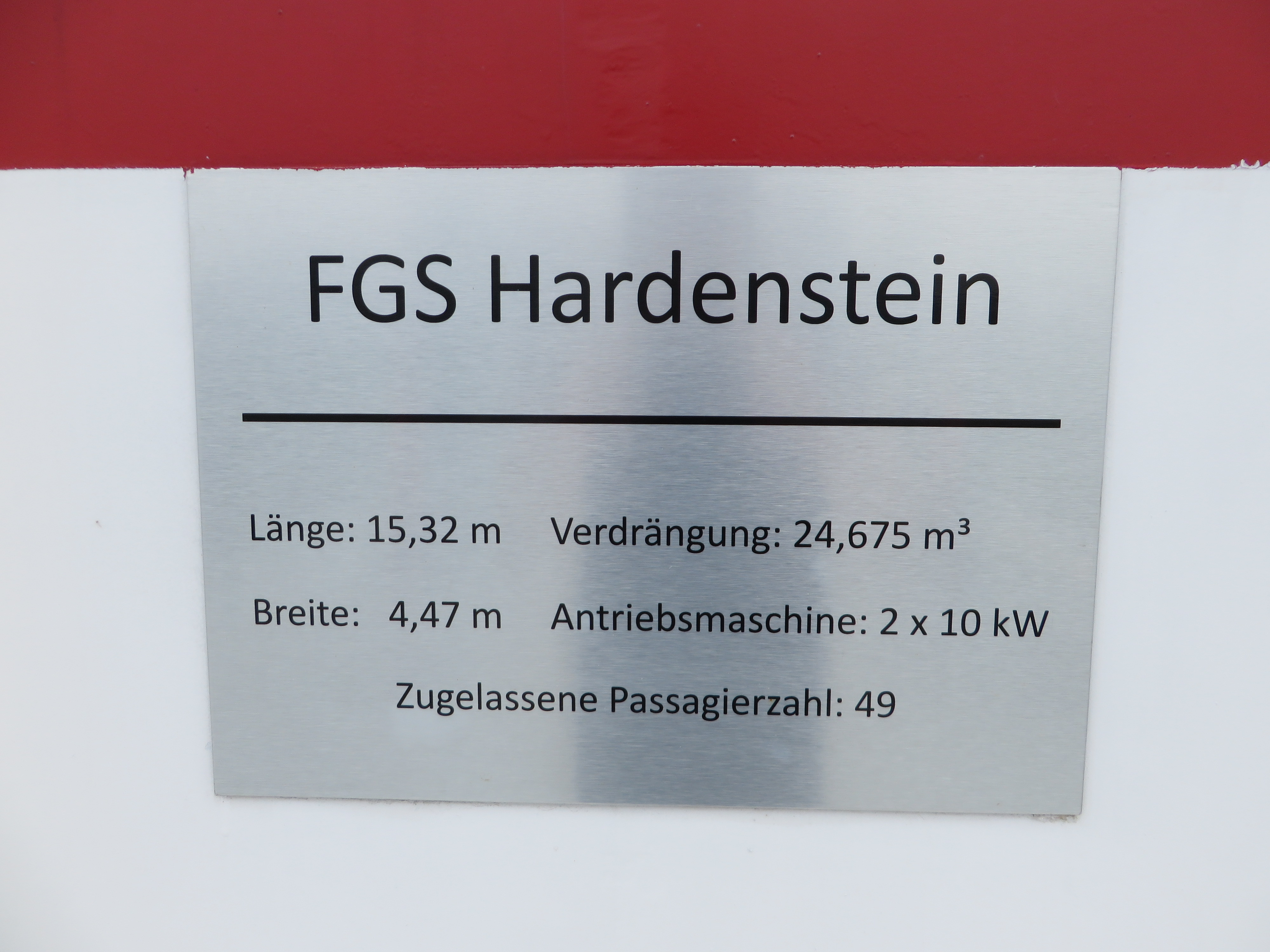
Infotafel an der Hardenstein

Daher erwarb man eine größere Fähre, mit der bis zu 49 Personen gleichzeitig übersetzen können. Sie ist ein 13,50 mal 4,60 Meter großer Katamaran mit zwei Propellern und Rudern, der im Sommer 2010 den Betrieb aufnahm.
Die neue Hardenstein ist mit zwei 10 Kilowatt leistenden Elektromotoren ausgestattet, deren Akkumulatoren mit insgesamt 48 Volt und 2.000 Amperestunden eine Betriebsdauer von bis zu fünf Tagen ermöglichen. Nach der Planung sollte ein Großteil des benötigten Stroms aus Sonnenkollektoren stammen, die auf und um das „alte Schleusenhaus“ aufgestellt werden sollten. Aus Platzmangel und Gründen des Denkmalschutzes war dies jedoch noch nicht möglich, so dass die Akkus jetzt mit Strom aus dem nahegelegenen Wasserkraftwerk der Stahlfabrik Friedrich Lohmann aufgeladen werden.

## Fährzeiten und Kosten
Die Hardenstein verkehrt in der Saison von Anfang April bis 31. Oktober täglich und befördert ca. 150.000 Personen pro Saison (Stand 2017). Die Binnenschiffer arbeiten jeweils in zwei Schichten pro Tag. Es wird kein Fahrgeld erhoben. Nach Angaben des Betreibers kostet der Unterhalt der Fährverbindung jährlich ca. 40.000 Euro, daher kann während der Überfahrt freiwillig gespendet werden.